# 北村雅史
北村 雅史（きたむら まさし、1960年9月29日 - ）は、日本の法学者。京都大学名誉教授。専門は、商法・会社法。学位は、博士（法学）（京都大学・論文博士・2001年）。京都大学大学院法学研究科教授を経て、関西大学法科大学院教授。恩師は、森本滋・川又良也。川又ゼミ第16期生。

## 略歴
大阪府立高津高等学校出身、
- 1983年 - 京都大学法学部卒業
- 1985年 - 京都大学大学院法学研究科修士課程民刑事法専攻修了
- 1988年 - 同博士後期課程研究指導認定退学、大阪市立大学法学部助教授
- 2000年 - 同大学大学院法学研究科教授
- 2001年 - 博士（法学）（京都大学・2001年[2]）
- 2004年 - 京都大学大学院法学研究科教授
- 2023年 - 関西大学法科大学院教授

## 所属学会
- 日本私法学会
- 日本空法学会

## 著作

### 単著
- 北村雅史, 大阪市立大学法学部資料室『取締役の競業避止義務』有斐閣〈大阪市立大学法学叢書〉、2000年。ISBN 4641132313。

### 共著
- （森本滋（編）・小林量・洲崎博史・川濵昇・前田雅弘・早川徹・片木晴彦・山田純子）『商法総則講義』（成文堂，初版1996年、第2版1999年、第3版2007年）
- （森本滋（編）・小柿徳武・伊藤靖史・片木晴彦・早川徹・梅本剛正・洲崎博史・小林量・齊藤真紀・戸田暁）『商行為法講義』（成文堂，初版2004年、第2版2006年、第3版2009年）
- （近藤光男編）『現代商法入門』（有斐閣，第7版2006年，第8版2009年）
- （柴田和史・山田純子）『現代会社法入門』（有斐閣，初版2007年、第2版2008年、第3版2010年）
- （前田雅弘・洲崎博史）『会社法事例演習教材』（有斐閣，初版2007年、第2版2012年）
- （江頭憲治郎編）『会社法コンメンタール第1巻 総則 設立』（商事法務，2007年）
- （酒巻俊雄・龍田節編集代表）『逐条解説会社法第2巻 株式・1』（中央経済社，2008年）
- （森本滋（編）・中原利明・早川徹・小林量・小柿徳武・伊藤靖史・齊藤真紀・戸田暁）『手形法小切手法講義』（成文堂，初版2008年、第2版2010年）
- （落合誠一編）『会社法コンメンタール第8巻 機関』（商事法務，2008年）
- （森本滋編）『企業結合法の総合的研究』（商事法務，2008年）

### 共編著
- （藤田勝利）『プライマリー商法総則・商行為法』（法律文化社，初版2004年，第3版2009年）
- （前田雅弘）『新会社法全条文』（三省堂，2005年）
- （藤田勝利）『プライマリー新・会社法』（法律文化社，2006年）
- （川濵昇・前田雅弘・洲崎博史）『森本滋先生還暦記念―企業法の課題と展望』（商事法務，2008年）
- （藤田勝利）『プライマリー会社法』（法律文化社，第3版2009年）

## 論文
- 「取締役の責任」（『商事法務』1695号9-16頁，商事法務，2004年）
- 「EUにおける公開買付規制」（『商事法務』1732号4-12頁，商事法務，2005年）
- 「取締役の義務と責任」（『法学教室』304号43-50頁，有斐閣，2006年）
- 「株式会社の機関―機関設計・株主総会・取締役等―」（森淳二朗・上村達男編『会社法における主要論点の評価』137-161頁，中央経済社，2006年）
- 「違法行為による信用の失墜と取締役の賠償責任」（『商事法務』1803号4-14頁，商事法務，2007年）
- 「関連法令の改正」（河本一郎・龍田節編『金融商品取引法の理論と実務』156-165頁，経済法令研究会，2007年）
- 「イギリスの企業結合形成過程に関する規制」（『商事法務』1832号12-18頁，商事法務，2008年）
- 「企業結合の形成過程」（『商事法務』1841号6-15頁，商事法務，2008年）
- 「従業員の引き抜きと取締役の忠実義務」（『法学論叢』164巻1〜6号269-303頁，京都大学法学会，2008年）
- 「競業取引・利益相反取引と取締役の任務懈怠責任」（川濱昇・前田雅弘・洲崎博史・北村雅史編『森本滋先生還暦記念―企業法の課題と展望』193-249頁，商事法務，2009年）
- 「「電子化」時代の株主総会――2009年版株主総会白書を読んで」（『商事法務』1886号4-13頁，商事法務，2009年）
- 「親子会社法制に関する検討課題」（『大証金融商品取引法研究会』第4号141-199頁，大証金融商品取引法研究会，2010年）
- 「楽天対TBS株式買取価格決定事件最高裁決定と公正な価格の算定基準時」（『商事法務』1941号4-16頁，商事法務，2011年）
- 「濫用的会社分割と詐害行為取消権（上・下）」（『商事法務』1990号4-11頁、『商事法務』1991号10-16頁，2012年）

## その他
- 「講演録・会社法制と株主総会制度の課題」（『代行通信』101号1-22頁）
- 「判例批評・札幌高判平成18年3月2日：融資金の回収不能と銀行の取締役の会社に対する責任」（『判例評論』590号192-201頁）
- 「判例批評・最決平成19年8月7日：買収者に対する差別的取扱いを内容とする新株予約権の無償割り当てと株主平等原則―ブルドックソース対スティールパートナーズ事件」（『私法判例リマークス』37号92-95頁）
- 「判例解説・最半昭和42年10月6日：非承認たる保証人の求償権と商事消滅時効」（江頭憲治郎・山下友信編『商法（総則・商行為）判例百選〔第5版〕』98-99頁）
- 「判例批評・東京地裁平成17年6月27日：判計算書類の虚偽記載と取引先の損害との因果関係」（『商事法務』1873号153-158頁）
- 「解説・株主平等の原則」（ジュリスト増刊『会社法の争点』46-47頁）
- 「判例解説・最判平成21年4月17日：代表取締役が取締役会の決議を経ずに重要な業務執行に該当する取引をした場合において無効を主張できる者の範囲」（法学教室354号別冊付録『判例セレクト2009［Ⅱ］』19頁）
- 「判例批評・最判平成21年3月10日：株主代表訴訟の対象となる取締役の責任」（『民商法雑誌』142巻2号182-202頁）
- 「判例解説・最判平成5年7月20日：保険契約者兼被保険者の相続人が複数いる場合の告知義務違反による解除」（山下友信・洲崎博史編『保険法判例百選』204-205頁）
- 「座談会：親子会社の運営と会社法（上）（中）（下）」〔加藤貴仁・北川浩・三苫裕との座談会記録〕（『商事法務』1920号8-26頁、『商事法務』1921号41-49頁、『商事法務』1922号49-61頁）
- 「判例批評・最判平成21年12月18日：株主総会の決議なく支給された退職慰労金の不当利得返還請求と信義則・権利濫用」（『私法判例リマークス』42号86-89頁）
- 「判例批評・最判平成21年4月17日：取締役会決議を欠く重要な財産の処分と取引の無効を主張できる者の範囲」（『法学教室』368号116-122頁）
- 「判例解説・最判昭和27年2月15日：会社の能力と目的の範囲」（江頭憲治郎編『会社法判例百選（第2版）』6-7頁）
- 「判例批評・最判平成9年1月28日：新株発行事項についての公示の欠缺と新株発行の無効」（『法学教室』372号116-122頁）
- 「判例批評・大阪高決平成20年3月25日：会社法976条22号の過料決定と故意過失の要否」（『商事法務』1942号61-65頁）
- 「判例批評・最決平成21年1月15日：親会社株主による帳簿閲覧請求と拒絶事由」（『法学教室』376号112-118頁）
- 「判例批評・最判平成15年2月21日：定款または株主総会の決議により報酬の額が定められていない場合の取締役の報酬請求権」（『法学教室』380号120-126頁）
- 「判例批評・最判平成20年2月22日：会社の行為の商行為性と商法503条2項の適用」（『法学教室』384号92-98頁）
- 「判例批評・東京高判平成元年10月26日：従業員の引抜きと取締役の忠実義務」（『法学教室』388号113-118頁）
- 「判例解説・大阪地判平成17年2月24日：有価証券報告書の虚偽記載と監査法人等の損害賠償責任」（神田秀樹・神作裕之編『金融商品取引法判例百選』20-21頁）
- 「判例批評・東京地決平成24年1月17日：新株発行が無効である場合と当該発行新株について議決権行使の禁止を求める仮処分命令の可否」（『私法判例リマークス』46号86-89頁）

## 役職
- 公認会計士試験試験委員（平成19年12月 - 平成23年11月）
- 日本空法学会理事（平成20年5月 - 現在に至る）
- 日本私法学会理事（平成20年10月 - 平成24年10月）
- 法務省法務総合研究所 アジア・太平洋監査制度研究会委員（平成21年5月 - 平成24年3月）
- 司法研修所平成23年度民事実務研究会 講師（平成24年3月）
- 法務省法務総合研究所 アジア・太平洋会社情報提供制度研究会委員（平成24年12月 - 現在に至る）